# Ленинское сельское поселение (Еврейская автономная область)
Ленинское се́льское поселе́ние — муниципальное образование в Ленинском районе Еврейской автономной области Российской Федерации.
Административный центр — село Ленинское.

## История
Статус и границы сельского поселения установлены Законом Еврейской автономной области от 26 ноября 2003 года № 231-ОЗ «О статусе и границе Ленинского муниципального района»

## Население
| 2010  | 2011  | 2012  | 2013  | 2014  | 2015  | 2016  |
| ----- | ----- | ----- | ----- | ----- | ----- | ----- |
| 8849  | ↘8762 | ↘8627 | ↘8579 | ↘8358 | ↘8024 | ↘7718 |
| 2017  | 2018  | 2019  | 2020  | 2021  | 2023  |       |
| ↘7601 | ↘7437 | ↘7308 | ↗7411 | ↘6506 | ↘6311 |       |

## Состав сельского поселения
| № | Населённый пункт | Тип населённого пункта       | Население |
| - | ---------------- | ---------------------------- | --------- |
| 1 | Воскресеновка    | село                         | ↘338      |
| 2 | Калинино         | село                         | ↘538      |
| 3 | Кукелево         | село                         | ↘893      |
| 4 | Ленинск          | железнодорожная станция      | ↗600      |
| 5 | Ленинское        | село, административный центр | ↘4785     |
| 6 | Нижнеленинское   | село                         | ↗212      |
| 7 | Чурки            | село                         | ↘159      |